# شون أوبراين (لاعب هوكي جليد)
شون أوبراين هو لاعب هوكي جليد كندي، ولد في 9 فبراير 1972 في بوسطن في الولايات المتحدة.

## وصلات خارجية
- شون أوبراين على موقع دوري الهوكي الوطني (الإنجليزية)
- شون أوبراين على موقع HockeyDB.com (الإنجليزية)